# Cuprina fuscella
Cuprina fuscella är en fjärilsart som beskrevs av Sinev 1988. Cuprina fuscella ingår i släktet Cuprina och familjen plattmalar. Inga underarter finns listade i Catalogue of Life.